# HLA-A25

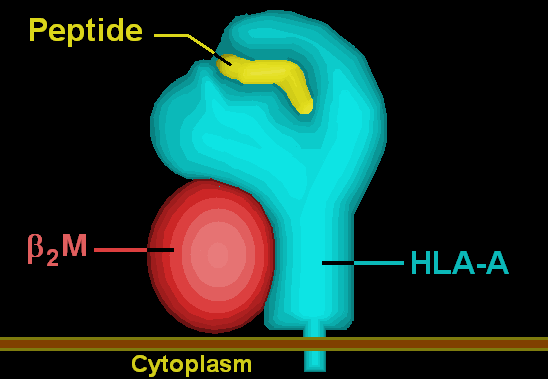

HLA-A25 هو نمط مصلي من مستضد الكريات البيضاء البشرية-أ.